# Појанг
Појанг (кин: 鄱阳湖 / 鄱陽湖) је језеро на истоку Кине, које лежи уз реку Јангце у провинцији Ђангси, око 250 км југоисточно од града Вухан. Настаје на влажној травнатој равници на ушћу пет река, а на северу се улива у реку Јангце кроз кратки теснац између градова Хукоу и Дуцханг. Има велику хидролошки значај као регулатор тока реке Јангце током кишне сезоне. При великом протоку вода из реке Јангце улива се у Појанг, што ублажава екстреме и ограничава поплаву низводно од ушћа. Процењује се да има капацитет једне петине годишњег тока реке. Површина и водостај Појанга зато знатно флуктуирају на годишњој основи, обично покривајући око 3500 km² и највеће је слатководно језеро у земљи.
Због изградње бране Три клисуре и регулационог језера узводно од ушћа, приметна је дренажа овог подручја. У исто време, притоке испуњавају базен језера великим количинама [муља] а, које редовно уклањају да би одржале пловне путеве. У посебно сувом периоду у зиму 2012. године, Појанг се готово потпуно осушио, покривајући тада само око 200 km², чинећи га практично немогућим за риболов и водни превоз.
Језеро је познато и као зимско тло или зимско боравиште птица селица огромног броја птице које бораве у мочварној земљи. Свеукупно је на подручју језера забележено више од 300 врста птица, а посебно је важно за сибирске дизалице - скоро сва преостала популација ове изузетно угрожене врсте презимљује овде. Подручје од 224 km² у северозападном делу језера заштићено је као резерват природе, који је такође проглашен мочваром од међународног значаја према Рамсарској конвенцији. 
Током зиме, језеро постаје дом за многе мигрирајуће сибирске ждралове, од којих до 90% тамо зимује.

## Формирање
Језеро Појанг се историјски такође називано језеро Пенгли (彭蠡澤), мада то није исто. Пре династије Хан, Јангце је пратио севернији ток кроз данашње језеро Лонган, док је мочвара Пенгли формирала доњи ток реке Ган. Подручје које је сада језеро Појанг било је равница дуж реке Ган. Око 400. године, река Јангце је прешла на јужнији ток, узрокујући да се река Ган повуче и формира језеро Појанг. Подршком реке Ган су потопљени окрузи Појанг и Хајхун, приморавајући масовну миграцију у град Вученг у данашњем округу Јонгсју. Вученг је тако постао једно од великих древних општина у провинцији Ђангси. Ова миграција је створила фразу „Потапање округа Хајхуен је довело до настанка града Вученг“.
Језеро Појанг достигло је највећу величину током династије Танг, када је његова површина достигла 6.000 km2 (2.300 sq mi).

## Еколошки проблеми

### Губитак дивљих животиња
Забрана риболова је на снази од 2002. У јануару 2020. Кина је увела 10-годишњи мораторијум на риболов на 332 локације дуж Јангцеа, укључујући језеро Појанг, како би се заштитио водени биодиверзитет.
Године 2007, изражена је бојазан да би кинеска бесперајна плискавица, локално позната као јиангџу („речна свиња“), која је пореклом из језера заједно са другим водама као што је језеро Донгтинг, могла да прати баиџија, делфина реке Јангце, до изумирања. Упућивани су позиви да се предузму акције за спасавање плискавица, којих је остало око 1.400, са између 700 и 900 у Јангцеу, а још око 500 у језерима Појанг и Донгтинг. Ниво популације из 2007. мањи је од половине нивоа из 1997. године, а величина популације опада по стопи од 7,3 процента годишње.
Ископавање песка је постало ослонац локалног економског развоја у последњих неколико година и важан је извор прихода у региону који се граничи са језером Појанг. Али у исто време, пројекти јаружања велике густине били су главни узрок помора локалне популације дивљих животиња. Јаружање чини воду у језеру мутнијом, те плискавице не могу да виде колико су некада могле и морају да се ослоне на своје високо развијене сонарне системе да би избегле препреке и тражиле храну. Велики бродови улазе и излазе из језера стопом од два у минути и тако велика густина пловидбе значи да плискавице тешко могу да чују храну, а такође не могу слободно да пливају с једне обале на другу.
Штавише, очекује се да ће изградња бране на језеру Појанг изазвати разорне ефекте на преостале плискавице.

### Скупљање
Због бране Три клисуре узводно на реци Јангце, језеро Појанг може сезонски да се смањи и пресуши.
Године 2012, језеро је скоро потпуно пресушило. Површина од 200 km2 (77 sq mi) земље је била под водом у октобру, док је језеро нормално површине 3.500 km2 (1.400 sq mi) када је пуно. Поред бране Три клисуре, која мора да складишти воду у свом резервоару да би била употребљива зими, за умањење језера је окривљена и суша.
Локална влада Ђангсија је предложила изградњу бране на језеру Појанг да би се одржали нивои воде у језеру, изградњом бране преко везе између језера и реке Јангце. Чека се процена утицаја на животну средину. Научници, као и еколошке групе, као што је Светски фонд за природу, критиковали су предлог, тврдећи да ће вештачки инжењеринг нивоа воде у језеру негативно утицати на разноврсност дивљих животиња.

## У историји
Ту се 1363. године одиграла Битка код језера Појанг. За ту битку се тврди да је једна највећих поморских битки у историји.